# Karl Mark

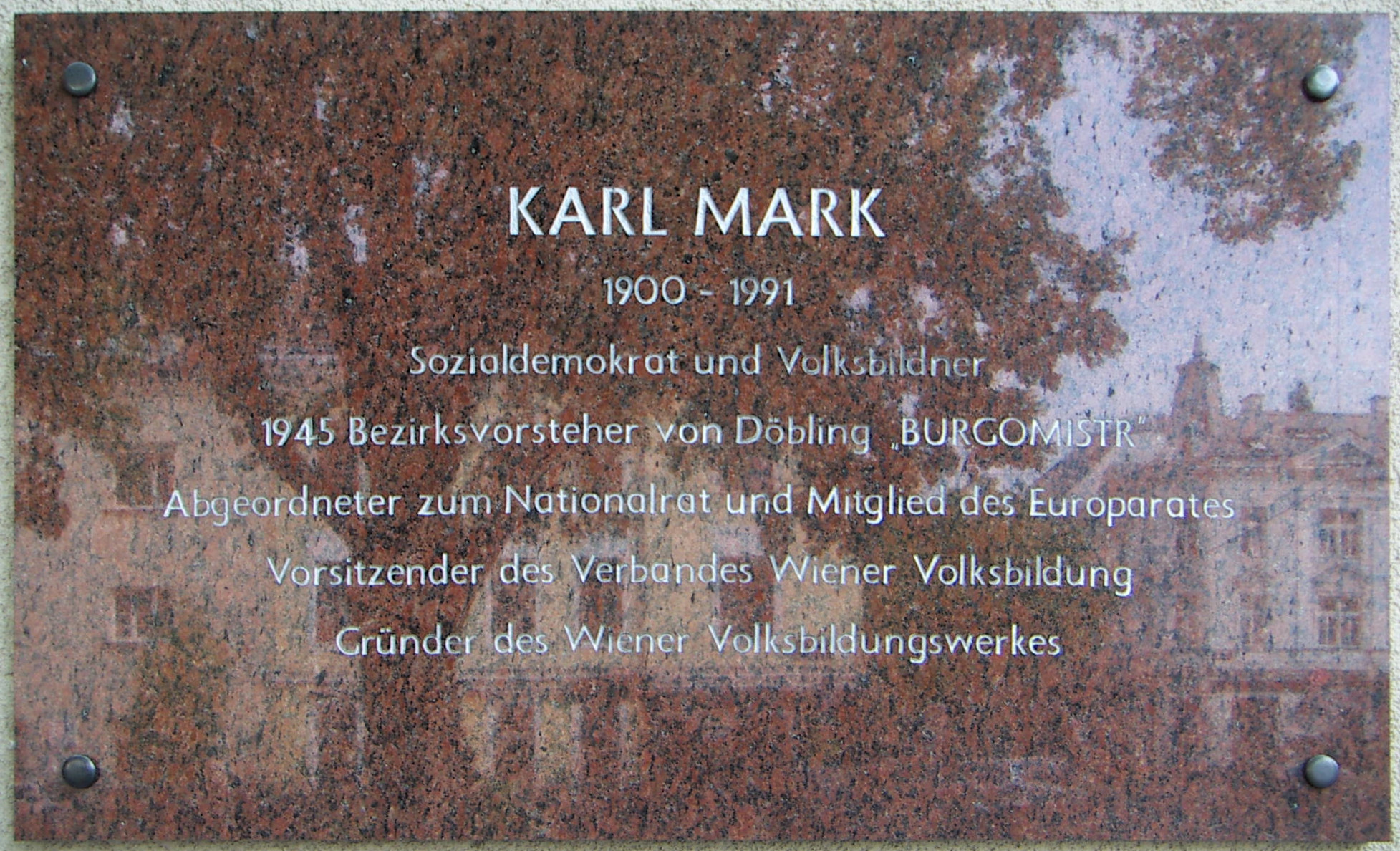
Gedenktafel am Karl-Mark-Hof

Karl Mark (* 1. August 1900 in Wien; † 24. Jänner 1991 ebenda) war ein österreichischer Politiker (SPÖ). Er war von 1945 bis 1966 Abgeordneter zum Nationalrat.

## Biografie
Karl Mark war in seiner Familie eines von sieben Kindern. Sein Vater, der jüdische Vorfahren hatte, war seit den 1890er Jahren passives Mitglied der Sozialdemokraten. Er arbeitete bei den k.k. Staatsbahnen als Ingenieur und brachte es dort bis zu seinem Ausscheiden 1922 zum Generalinspektor. Seine Mutter war Hausfrau und hatte starke musische Interessen und war nebenbei als Schriftstellerin tätig. Sie war auch Schriftführerin beim Vorstand des Allgemeinen Österreichischen Frauenvereins. Die Familie war formell protestantisch ohne besonders religiös zu sein. Karl Mark äußerte sich zum Thema Religion nicht. Die Familie lebte ursprünglich in Wieden im 4. Bezirk, ehe sie sich 1915 in Döbling, damals noch ein stark von der Arbeiterschaft geprägtes Viertel, niederließ.
Karl Mark studierte nach dem Besuch des Akademischen Gymnasiums von Wien und des Döblinger Gymnasiums einige Semester Rechts- und Staatswissenschaften an der Universität Wien. Beruflich betätigte er sich danach als Vertreter, Einkäufer und Disponent einer Papierhandlung.
Karl Mark war schon früh politisch interessiert und fand sich auf Seiten der Sozialdemokratie. Besonders beeindruckt wurde er durch die Ermordung des charismatischen Arbeiterführers Franz Schuhmeier 1913. Als ein Mitschüler im Gymnasium kommentierte, dass endlich jemand den „roten Hund“ erschossen habe, nannte er sich darauf selbst einen „roten Hund“, ein Begriff, den er Jahrzehnte später für den Titel seiner Autobiographie aufnehmen sollte.
Er war von 1921 bis zum Verbot der Sozialdemokratischen Partei 1934 Bezirkssekretär der Partei in Döbling, was in jener Zeit noch ein stark von der Arbeiterschaft dominiertes Viertel war. Mark war einer der führenden Repräsentanten der „Linken in der SDAP“, dem Parteiflügel rund um den späteren Kommunisten Ernst Fischer, mit dem er als Fischer noch bei den Sozialdemokraten war, auch die Jungfront, eine zweite Jugendbewegung der Partei, gründete. Nach dem bewaffneten Aufstand sozialdemokratischer und kommunistischer Arbeiter am 12. Februar 1934 war Mark zeitweise in Polizeihaft und im Anhaltelager Wöllersdorf interniert.
Am 10. April 1945 meldete sich er nach eigenen Aussagen beim sowjetischen Kommandanten in Döbling, um sich für die Anliegen des Bezirkes einzusetzen. Nachdem er als Referenz die Bekanntschaft zum Kommunisten Ernst Fischer angegeben hatte, wurde Mark vom Armeekommandanten kurzerhand zum Bezirksvorsteher von Döbling ernannt. Aus zwölf Parteifreunden, sechs Vertretern der Pfarrgemeinden und zwei Liberalen organisierte er daraufhin eine Bezirksverwaltung. Da zu jenem Zeitpunkt keinerlei öffentliche Institutionen mehr existierten, war er damit befasst, die Grundlagen wie Lebensmittel- und Wasserversorgung, Polizei und dergleichen wiederaufzubauen. Er selbst agierte dabei auch als Richter. Als zeitweise die amerikanischen Besatzer die Regentschaft über Döbling hatten, wurde ihm von diesen befohlen, Teile des Wienerwaldes abzuholzen um Heizmaterial für den aufkommenden Winter zu sichern. Er wusste dies erfolgreich zu sabotieren, worauf der ihm formell überstellte Bürgermeister von Wien Theodor Körner angewiesen wurde, ihn zu entlassen. Der wollte sich ursprünglich weigern, Mark erklärte ihm aber die Anordnung auszuführen, da er bei den ersten Nachkriegswahlen im November eh beste Aussichten auf ein Nationalratsmandat hätte und er solle besser nicht seine Position riskieren. Körner wurde 1951 Bundespräsident.
Mark blieb aber bis 1970 das Amt des Bezirksparteiobmanns inne. Ab Dezember 1945 vertrat Mark die SPÖ im Nationalrat. Bei den Wahlen 1966 konnte er nicht mehr antreten, da in jener Zeit bei der SPÖ niemand mehr antreten konnte der das 65. Lebensjahr vollendet hatte. Zwischen 1957 und 1966 vertrat er auch Österreich und die SPÖ im Europarat. Von 1946 bis 1948 war Mark Generalsekretär des Bundes der politisch Verfolgten.
Karl Mark heiratete in den 1940er Jahren Gretl, die Tochter des Kinderfreunde-Initiators Anton Afritsch. Mit ihr hatte er die vorehelichen Töchter Toni und Susi. Die Ehe konnte erst geschlossen werden, nachdem Heiraten von Leuten mit jüdischem Familienhintergrund nicht mehr illegal waren. Susi wurde als Susi Schneider (1943–2009) Journalistin und lebte als Erwachsene jahrzehntelang im Staat New York. Sie war USA-Korrespondentin der Arbeiter-Zeitung und nach deren Einstellung ab 1991 der Wiener Tageszeitung Der Standard tätig. Sie lebte zuletzt, schwerkrank, bei ihrer Schwester im vom Vater von Karl Mark erworbenen Landhaus der Familie in Ramseiden, einer Ortschaft im salzburgischen Saalfelden.

## Auszeichnungen
- 1973: Preis der Stadt Wien für Volksbildung
- 1975: Ehrenkreuz für Wissenschaft und Kunst I. Klasse
- 1987: Großes Silbernes Ehrenzeichen für Verdienste um das Land Wien[4]

- 1997 wurde in Wien-Döbling der Gemeindebau „Wohnhausbau im XIX. Bezirk, Oberkirchergasse-Leidesdorfgasse“ in Karl-Mark-Hof umbenannt, und die Durchfahrt durch das Haupttor erhielt den Namen Karl-Mark-Gasse.